# 伊勢義盛

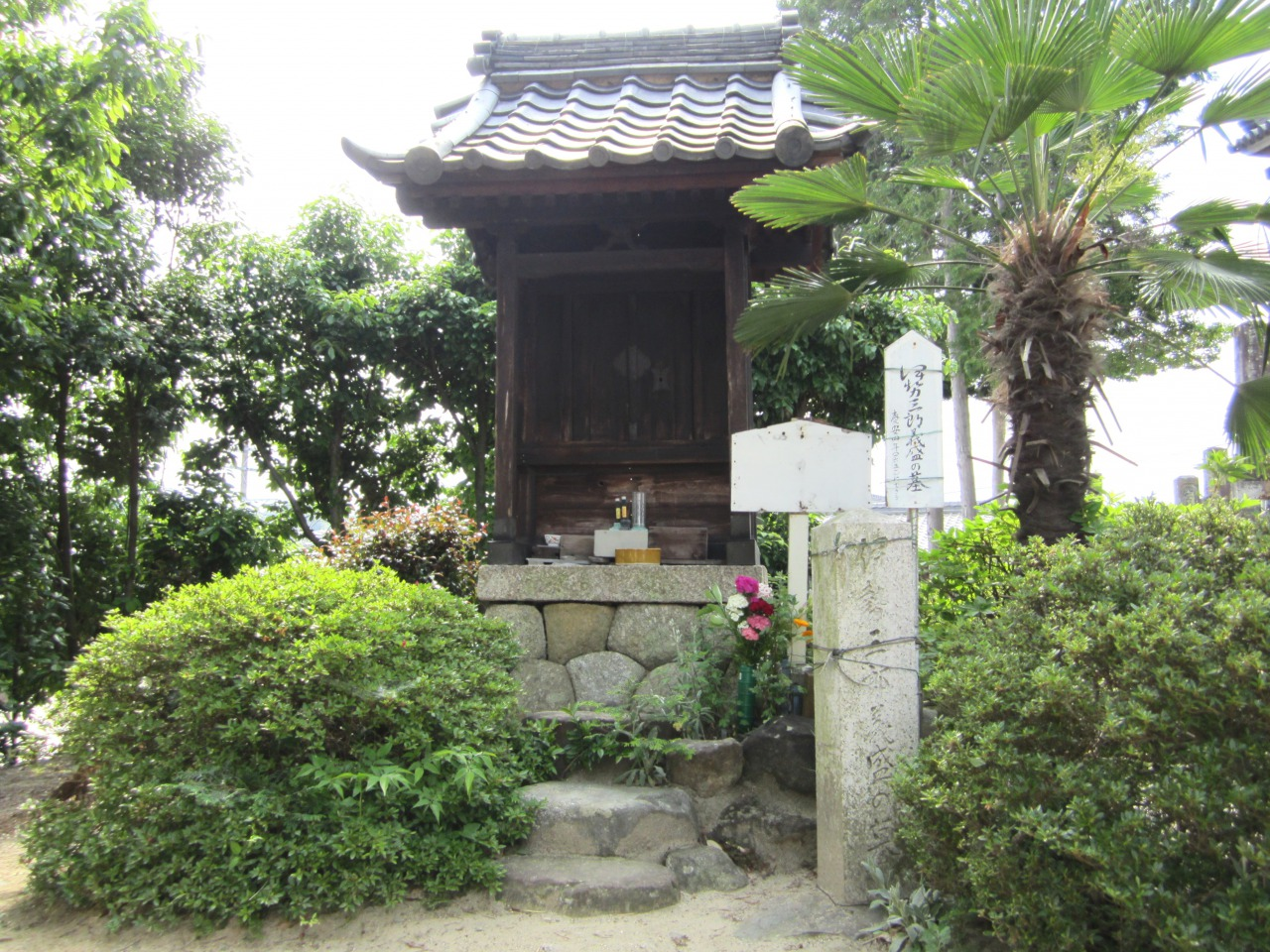
西福寺の墓所

伊勢 義盛（いせ よしもり）は、平安時代末期から鎌倉時代初期にかけての武士で、源義経の郎党。『吾妻鏡』では能盛と表記されている。「源義経四天王」のひとり。伊勢三郎の名でも知られる。出身は伊勢国あるいは上野国といわれる。

## 生涯
『平家物語』では伊勢鈴鹿山の山賊、『平治物語』では上野国で義経が宿泊した宿の息子としている。『源平盛衰記』では伊勢出身で伯母婿を殺害して投獄され、赦免されて上野国で義経と出会い「一の郎党」となったという。義経が鞍馬山を出て平泉へ向かう途中でその家来となったとされるが、いずれも物語中での話であり、実際の出自は不明。
『愚管抄』では粟津の戦いで木曾義仲を討ち取ったのは義盛としている（『吾妻鏡』『平家物語』では義仲を討ち取ったのは石田為久としている）。
『吾妻鏡』によると、元暦2年（1185年）3月24日壇ノ浦の戦いで、平家の総大将平宗盛と息子の清宗を捕らえている。4月26日平家の捕虜を京都に護送する際、宗盛らが乗る牛車の前に有力御家人である土肥実平が、後に義盛が付いている。
元暦2年（1185年）5月17日 義経の兄である源頼朝の怒りを買い、鎌倉入りを許されず腰越に留まっていた時、義盛は頼朝の妹婿である一条能保の家人と些細なことから乱闘騒ぎを起こしている。義経と能保が仲裁に入って収まったが、騒ぎを聞いた頼朝は「義盛のごとき下っ端が驕っているなどけしからん」と憤慨し、いっそう義経の立場を悪くした。
文治元年（1185年）11月3日、義経と頼朝が対立し、義経が都を落ちる際にも同行する。九州へ向かう船が暴風雨により難破し一行が離散した後、義盛は単独で潜伏するが、伊勢・伊賀の守護である山内首藤経俊を襲撃するも敗れて鈴鹿山へ逃亡、文治2年（1186年）7月25日 鎌倉方に発見され斬首、梟首された（『玉葉』）。『義経記』においては、平泉で最後を迎えるまで終始義経と運命を共にし、衣川の戦いで討ち死にしたとされている。

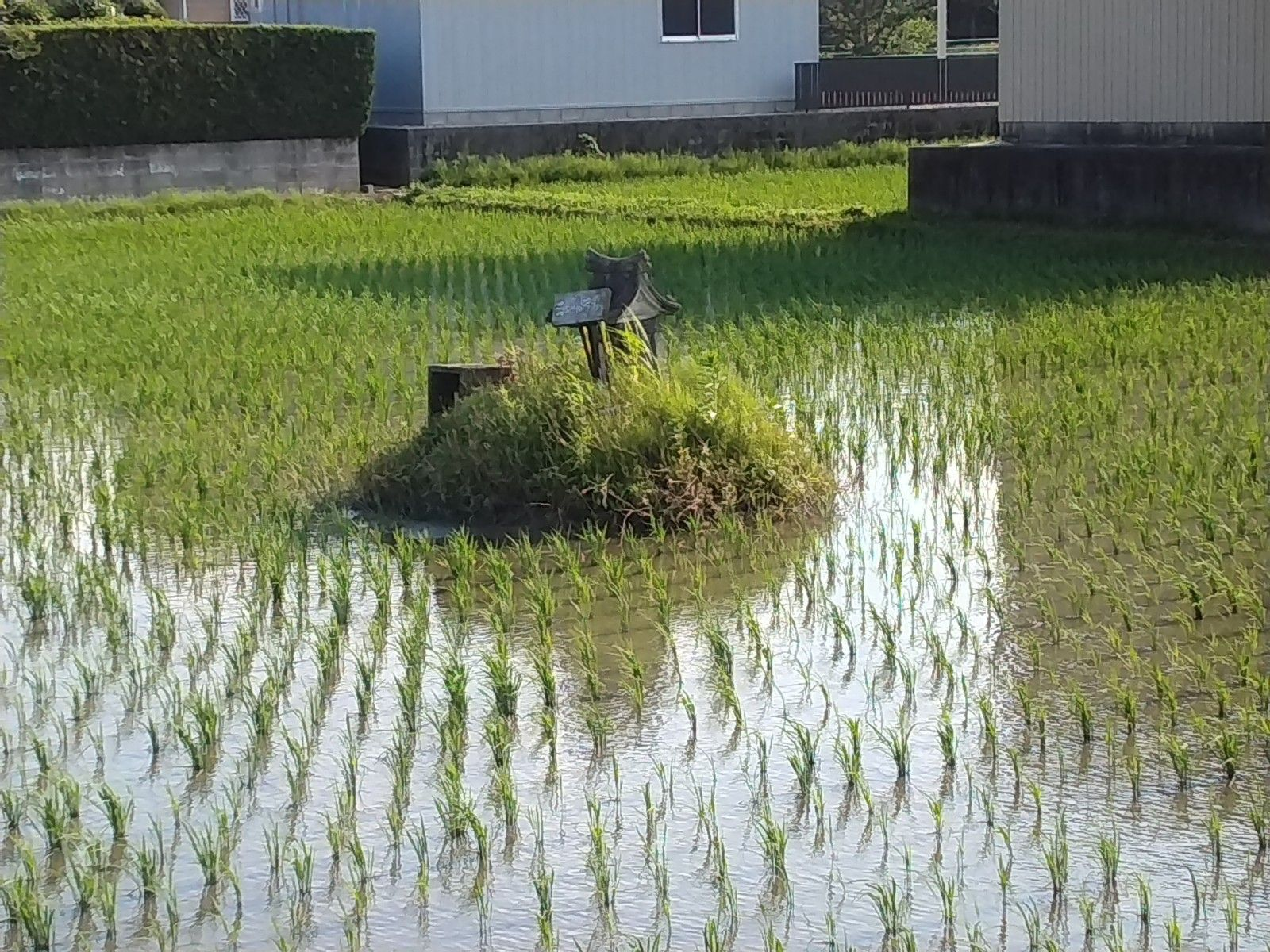
伊勢義盛の首塚(四日市市川島町)

三重県四日市市川島町の西福寺境内に墓があり、近くに三郎塚がある。

## 説話
- 『平家物語』の志度合戦では、16騎で3000騎を率いる阿波水軍に向かい、平家の家人田内左衛門教能を言葉巧みに欺き降伏させた。義盛は勝浦でも近藤親家を懐柔している。
- 『義経記』では終始義経と運命を共にし、平泉で討ち死にしたとされる。

## 関連作品
テレビドラマ
- 『源義経』（1966年、NHK大河ドラマ、演：田中春男）
- 『武蔵坊弁慶』（1986年、NHK新大型時代劇、演：ジョニー大倉）
- 『義経』（2005年、NHK大河ドラマ、演：南原清隆）